# Blå Jungfruns nationalpark
Blå Jungfrun är en nationalpark i Sverige, omfattande klippön Blå Jungfrun mitt i norra Kalmarsund i Oskarshamns kommun, Kalmar län
Nationalparken är 198 hektar, varav 132 hektar vatten. Ön förvärvades av Torsten Kreuger 1925 och han skänkte den till Svenska staten som grundade nationalparken 1926. Parken utvidgades 1988.

## Historia
Kampen för öns beskyddande drevs av bland andra landshövdingen i Kalmar län John Falk och direktören för Oskarhamns-Tidningen John Linder (1882–1925), också sekreterare i den lokala hembygdsföreningen. Dessa förmådde Torsten Kreuger att friköpa ön 1925 för 35 000 kr, varav 5 000 kr för själva ön, 10 000 kr för ägarens, Anton Mauritz Nordenskjölds på Virbo säteri, uteblivna arrende samt 20 000 kr till A.K. Fernströms Granitindustrier för att de lade ned sin nu kraftigt utvidgade verksamhet. Ön skänktes därefter till staten som förklarade den som nationalpark den 5 februari 1926. Blå Jungfrun blev därmed Sveriges tolfte nationalpark i ordningen. I den gällande nationalparksförordningens 1 § anges att syftet med Blå Jungfruns nationalpark är; "att bevara ön i dess naturliga tillstånd."
Blå Jungfruns nationalpark inrättades av staten 1926. Från första början var Kungliga Vetenskapsakademien förvaltare av ön. Från och med detta år såg man också till att alltid ha en tillsynsman boende på ön sommartid. 1953 tog dåvarande Domänverket över ansvaret för vård och förvaltning av nationalparken. Under åren 1970-1975 gjordes i domänverkets regi omfattande arbeten för att förbättra vandringslederna och dess spänger, skyltar och markeringar. Statens Naturvårdsverk (idag benämnt Naturvårdsverket) fick huvudansvaret för Blå Jungfruns nationalpark från den 1 juli 1976 med länsstyrelsen i Kalmar län som förvaltare.

## Webbkällor
- Naturvårdsverket. ”Blå Jungfrun”. http://www.sverigesnationalparker.se/park/bla-jungfrun-nationalpark/#.Vgu1PfntlBc. Läst 30 september 2015.

1. ↑  Naturvårdsverkets Allmänna råd 85:10: Skötselplan för Blå Jungfruns 
nationalpark, s. 2.
2. ↑  Solkustturer.se
3. ↑  Ivar Ottosson:Ön Jungfrun – Litteratur, kartor, handlingar, tryckår 1982, s. 19 f.
4. ↑  Beslut i Svensk författningssamling (SFS) 1926:16.
5. ↑  Naturvårdsverket - Nationalparker i Sverige.
6. ↑  Nationalparksförordningen (1987:938) 1 §, p. 15.
7. ↑  Ottosson, 1983, sid. 9 f.